# 17 Dywizja Jana Henryka Dąbrowskiego

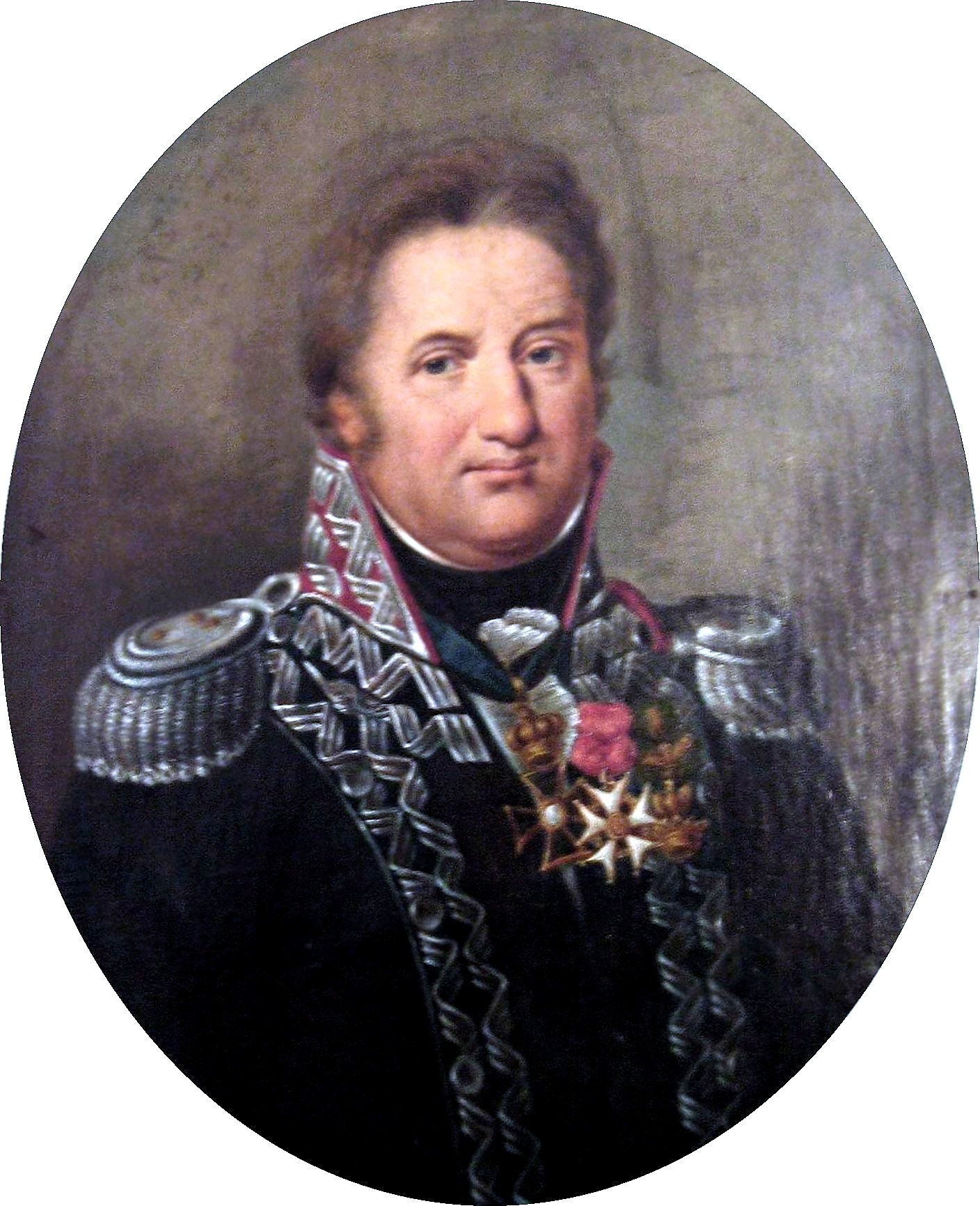
Jan Henryk Dąbrowski

17 Dywizja Jana Henryka Dąbrowskiego – polska formacja wojskowa okresu napoleońskiego.
U schyłku zimy 1812 nastąpiła nowa reorganizacja Armii Księstwa Warszawskiego związana już bezpośrednio z przygotowaniami do drugiej wojny polskiej.
Wojsko polskie nie stanowiło jednej zwartej całości. W ramach Wielkiej Armii sformowano V Korpus Wielkiej Armii ks. Józefa Poniatowskiego.
Właśnie w ramach V Korpusu utworzono 17 Dywizję pod dowództwem gen. Jana Henryka Dąbrowskiego

## Struktura organizacyjna
- dowódca dywizji – gen. Jan Henryk Dąbrowski[1]

Sztab:
- szef sztabu – płk Cedrowski

W sztabie pracowało 26 żołnierzy; w tym 20 oficerów.
Oddziały:

1 Brygada Piechoty – gen. Edward Żółtowski
- 1 pułk piechoty
- 6 pułk piechoty

2 Brygada Piechoty – gen. Czesław Pakosz
- 14 pułk piechoty
- 17 pułk piechoty

Brygada Jazdy – gen. Tadeusz Tyszkiewicz
- 1 pułk strzelców konnych
- 15 pułk ułanów

Brygada Jazdy wspólnie z innymi brygadami jazdy dywizji utworzyła później Dywizję Jazdy, której to dowództwo powierzono gen. Michałowi Ignacemu Kamieńskiemu.